# Paralelo 24 S
O Paralelo 24 S é um paralelo no 24° grau sul no plano equatorial terrestre.
Começando no Meridiano de Greenwich e e tomando a direcção do Leste, o paralelo 24º S passa por:
| País, território ou mar | Notas                                                                                      |
| ----------------------- | ------------------------------------------------------------------------------------------ |
| Oceano Atlântico        |                                                                                            |
| Namíbia                 |                                                                                            |
| Botswana                |                                                                                            |
| África do Sul           |                                                                                            |
| Moçambique              |                                                                                            |
| Oceano Índico           |                                                                                            |
| Madagáscar              |                                                                                            |
| Oceano Índico           |                                                                                            |
| Austrália               | Austrália Ocidental Território do Norte Queensland - continente e Ilha Fraser              |
| Oceano Pacífico         | Passa a norte de Raivavae, Polinésia Francesa · Passa a sul da Ilha Oeno ( Ilhas Pitcairn) |
| Chile                   |                                                                                            |
| Argentina               |                                                                                            |
| Paraguai                |                                                                                            |
| Brasil                  | Cerca de 4 km                                                                              |
| Paraguai                |                                                                                            |
| Brasil                  |                                                                                            |
| Oceano Atlântico        | Passa a sul da ilha de São Sebastião, Brasil                                               |